# Morestel
'Morestel' è un comune francese di 4 248 abitanti situato nel dipartimento dell'Isère della regione dell'Alvernia-Rodano-Alpi.

## Toponimia

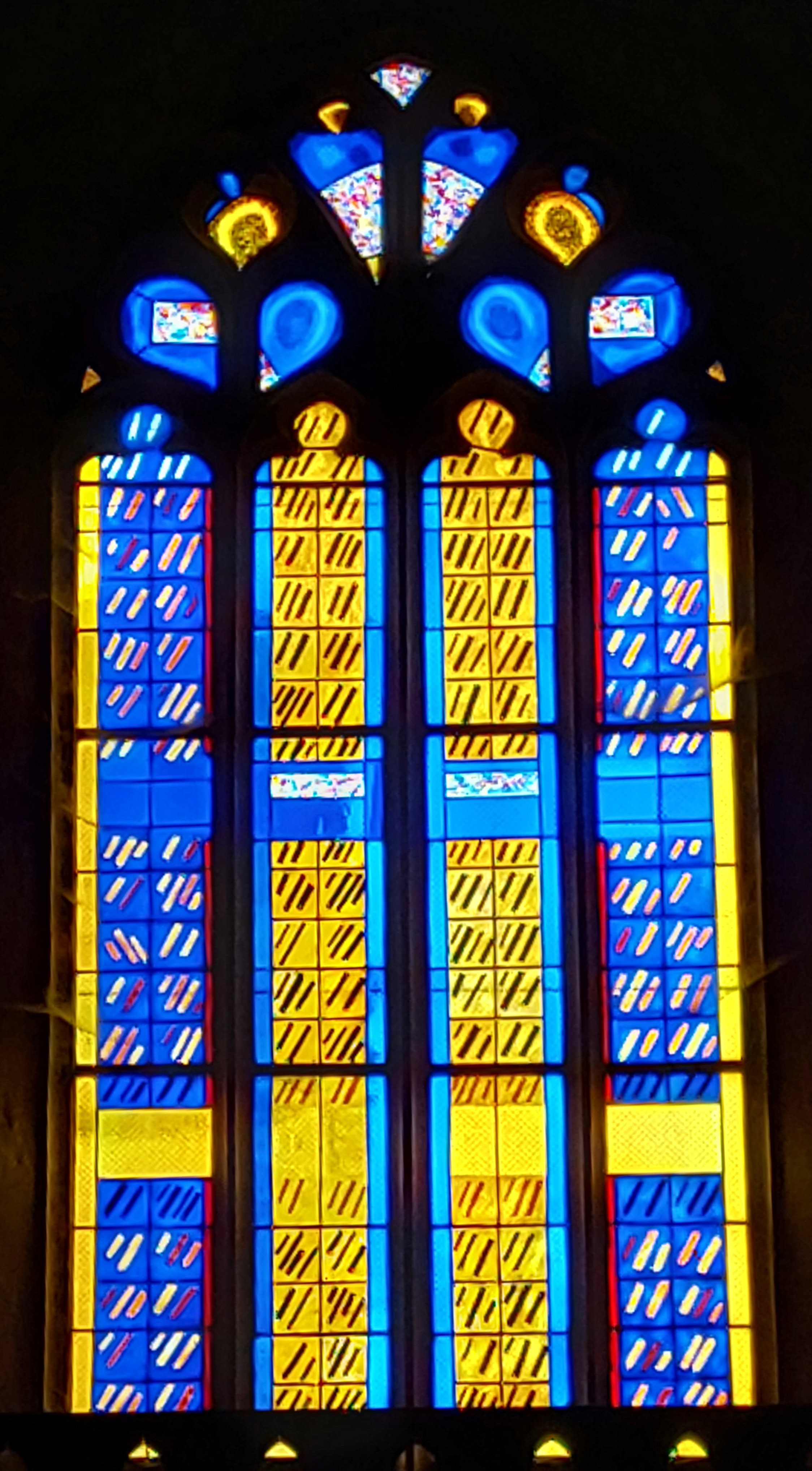
La vetrata d'ingresso della chiesa parrocchiale di san Sinforiano.

Secondo la tradizione locale, il nome del borgo farebbe riferimento ad una principessa di nome Estelle che si sarebbe suicidata gettandosi dalla torre del castello. Da quì "Mort d'Estelle" si sarebbe arrivati a "Morestel".
Un'altra spiegazione verrebbe dalla combinazione di due termini del paesaggio locale: "Mor" verrebbe da "morceau" (pezzo roccioso di montagna) ed "Estel" sarebbe il Bordelle, piccolo corso d'acqua poco più largo di un fosso che scorre ai piedi dei bastioni e che oggi sfocia nel Canal de Morestel all'ingresso della zona industriale.
Una terza versione, sostenuta dallo storico André Planck, farebbe riferimento ai Mori, molto frequenti nelle regioni ai piedi delle Alpi, cacciati da Carlo Martello intorno al 732 , che si dispersero ad est della Francia, mentre "estel" sarebbe legato alla grande torre di Morestel, elemento architettonico di rilievo nella la città. È questa versione avanzata dallo storico André Planck.

## Società

### Evoluzione demografica
Abitanti censiti